# Леман, Дэвид
Леман, Дэвид (англ. David Lehman; 11 июня 1948, Нью-Йорк) — современный американский поэт, литературный критик, редактор.

## Биография и творчество
Родился в 1948 году в Нью-Йорке. Окончил Колумбийский университет; в течение двух лет учился в Кембриджском университете. Преподаёт в Нью-Йоркском университете и университете Новая школа.
Дэвид Леман — автор ряда поэтических сборников. С 1988 года он является учредителем и редактором книжной серии «Лучшая поэзия Америки» («The Best American Poetry»). Он главный редактор серии публикаций «Поэты о поэзии» издательства University of Michigan Press.
Леман выступает также как литературный критик. Среди его критических работ известность получила монография The Last Avant-Garde: The Making of the New York School of Poets (Doubleday, 1998), посвящённая Нью-Йоркской поэтической школе. Он также автор исследования о детективном жанре «Идеальное убийство» (The Perfect Murder, 1989) и сборника эссе о творчестве Джона Эшбери (Beyond Amazement: New Essays on John Ashbery, 1980).
В октябре 2007 года Д. Леман участвовал в работе Пятого Московского международного фестиваля поэтов. На русский язык поэзию Дэвида Лемана переводила Анна Курт.

## Сочинения
- A Fine Romance (2009)
- Yeshiva Boys (2009)
- When a Woman Loves a Man (Scribner, 2005)
- The Evening Sun (Scribner, 2002)
- The Daily Mirror: A Journal in Poetry (2000)
- The Last Avant-Garde: The Making of the New York School of Poets (1999)
- Valentine Place (1996)
- The Big Question (1995)
- The Line Forms Here (1992)
- Signs of the Times: Deconstruction and the Fall of Paul de Man (1991)
- Operation Memory (1990)
- The Perfect Murder: A Study in Detection (1989)
- An Alternative to Speech (1986)
- Beyond Amazement: New Essays on John Ashbery (1980)

## Переводы на русский язык
- Современная американская поэзия: Антология. Составитель Эйприл Линднер. — М.: ОГИ, 2007. — С.102-109.